# (2283) Bunke
(2283) Bunke (1974 SV4) – planetoida z grupy pasa głównego asteroid okrążająca Słońce w ciągu 3,38 lat w średniej odległości 2,25 au. Odkryta 26 września 1974 roku.